# Cassandra Peterson
Pour les articles homonymes, voir Peterson.
Cassandra Peterson, née le 17 septembre 1951 à Manhattan (Kansas), est une actrice, animatrice de télévision, productrice et scénariste américaine.
Elle est notamment célèbre pour son personnage d’Elvira qu'elle interprète principalement dans le film Elvira, maîtresse des ténèbres (1988) et ses suites. Son personnage est après décliné en jeux vidéo, en bandes dessinées et pour des flippers.
Peterson incarne son personnage d'Elvira dès ses débuts professionnels quand, dans les années 1980, elle présente une émission de télévision hebdomadaire centrée sur les films d'horreur, intitulée Elvira's Movie Macabre, diffusée sur une station de Los Angeles. Arborant une robe noire de style gothique au décolleté plongeant qui met en valeur sa poitrine généreuse, son personnage d'Elvira, avec son allure de « vamp » sexy, reprend également le stéréotype de la « fille de la vallée ».

## Biographie

### Jeunesse et formation
Cassandra Peterson naît à Manhattan au Kansas. Elle grandit près de Randolph au Kansas, jusqu'à ce que la région soit inondée pour créer le Tuttle Creek Reservoir (en). Sa famille déménage alors à Colorado Springs dans le Colorado.
À un an et demi, elle est brûlée par accident avec de l'eau bouillante. On lui fait des greffes de peau sur plus de 35 % du corps, elle passe trois mois à l'hôpital. Dans une interview de 2011, elle déclare que lorsqu’elle était enfant, elle était fascinée par les jouets tournant autour de l'horreur alors que les autres filles préféraient les poupées Barbie.[réf. souhaitée]
Pendant son adolescence, elle travaille comme go-go danseuse dans un bar gay local. Elle obtient son diplôme de fin d'études au General William J. Palmer High School (en) en 1969.

### Carrière
Dans les années 1980, Cassandra Peterson commence à acquérir une certaine notoriété avec son personnage d'Elvira lorsqu'elle présente, entre 1981 et 1985 sur la station de télévision KHJ (en) de Los Angeles, une émission hebdomadaire sur les films d'horreur intitulée Elvira's Movie Macabre (en) (ou Movie Macabre). Avec son style gothique, portant une robe décolletée noire et faisant régulièrement des mentions à sa forte poitrine, elle apporte un ton sarcastique et satirique à ses commentaires de l'émission.

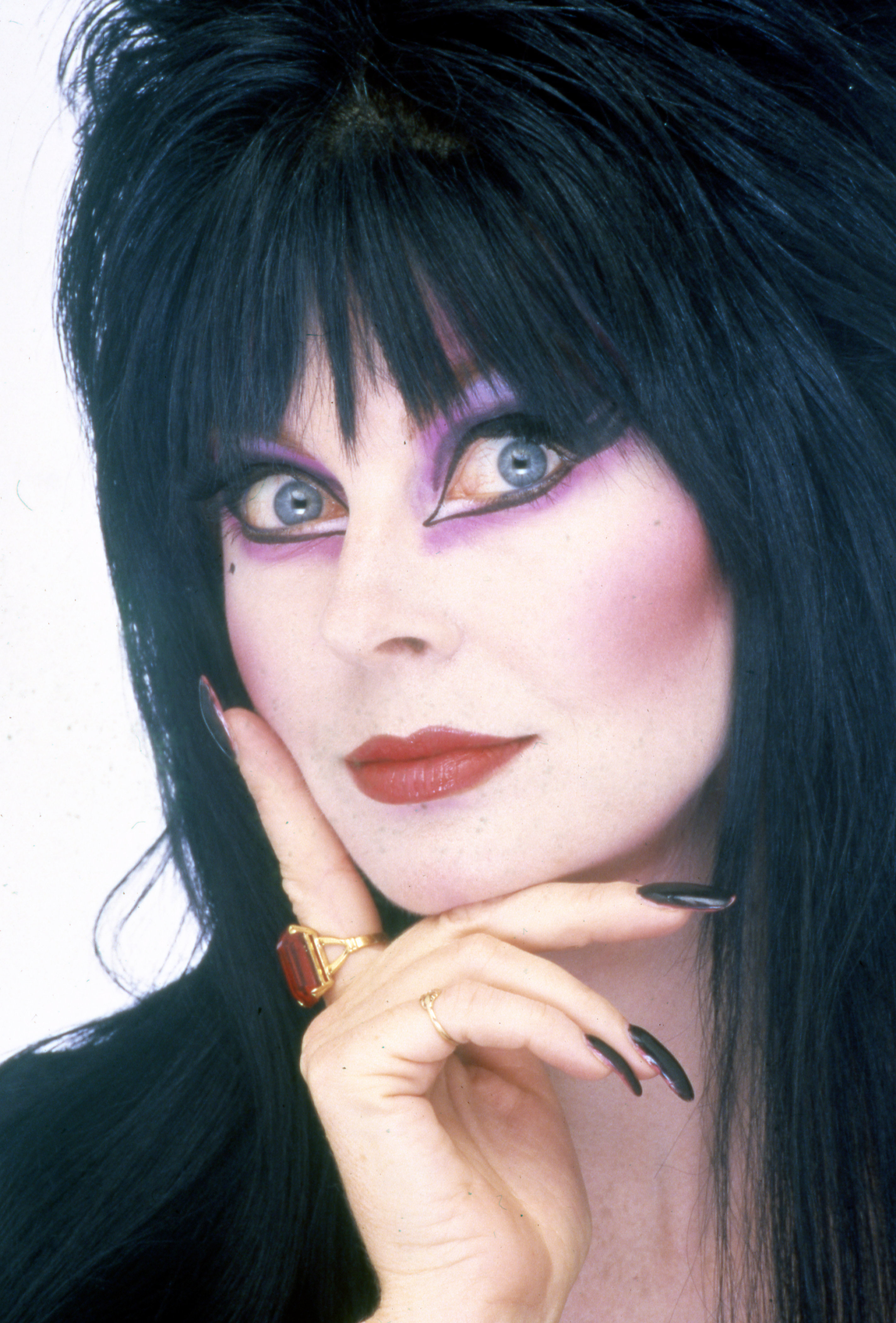
Cassandra Peterson, alias Elvira, maîtresse des ténèbres.

Elle tourne ensuite en 1988 dans le film Elvira, maîtresse des ténèbres réalisé par James Signorelli. Son personnage se décline par la suite dans des jeux (jeux vidéo et flippers, notamment en 1990 avec le jeu vidéo d'horreur Elvira: Mistress of the Dark (en)) et des bandes dessinées.
Pour composer Elvira, Cassandra Peterson semble s'être largement inspirée d'un autre personnage gothique de la télévision américaine, Vampira. Cette dernière lui intenta un procès, en vain.

### Vie privée

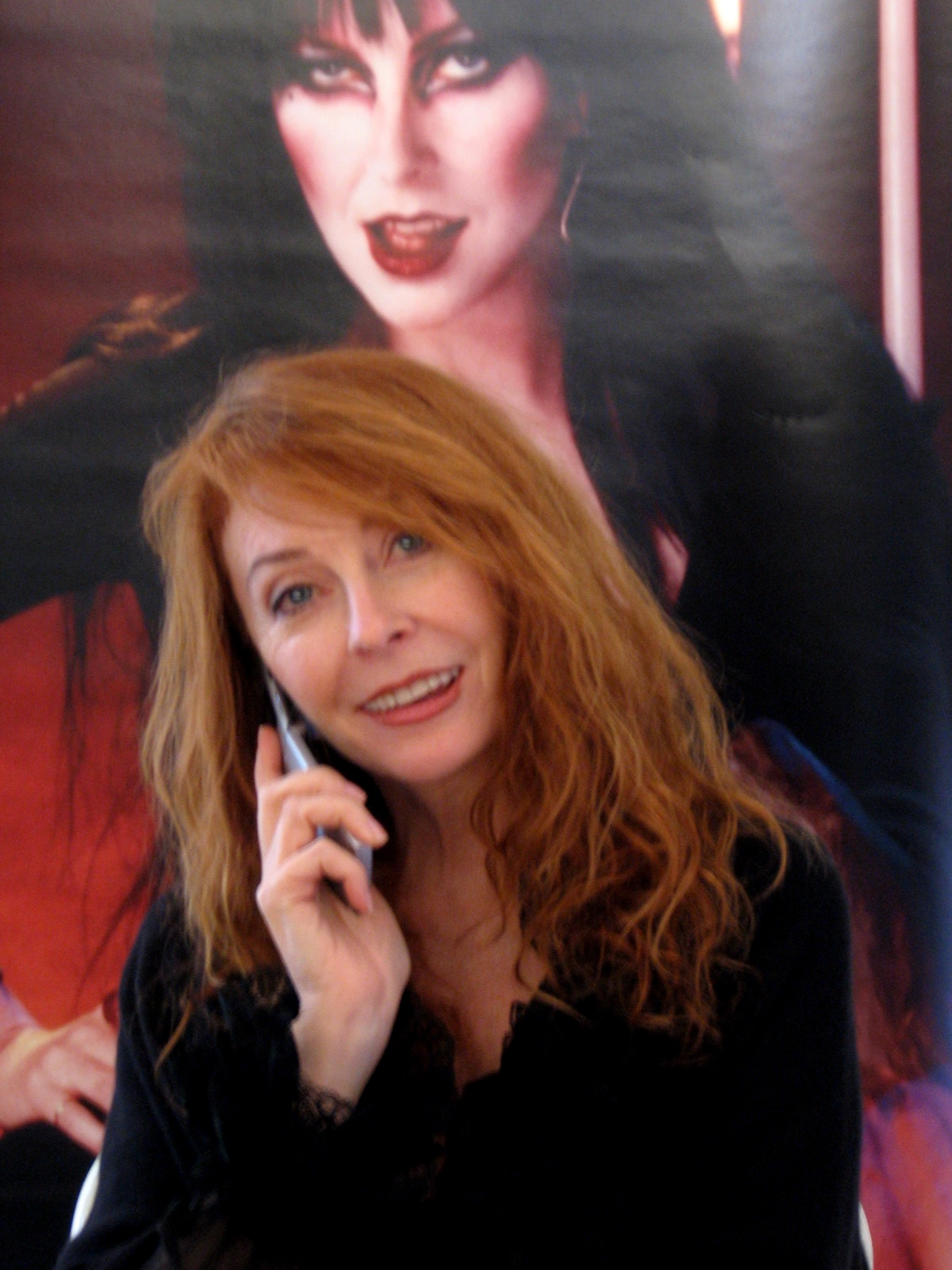
Cassandra Peterson en 2005.

Cassandra Peterson est végétarienne,, elle apparait dans une publicité humoristique sur le thème d'Halloween pour l’association de défense animale PETA, promouvant le régime végétarien.
Dans une interview de 2008, elle déclare avoir perdu sa virginité avec Tom Jones et qu'elle eu besoin de points de suture, car c'était un amant agressif.
Elle épouse son manager, Mark Pierson, en 1981. Le couple a une fille, Sadie Pierson (née le 12 octobre 1994), et divorce le 14 février 2003.
Au cours d'une interview en octobre 2016 qu'elle donne à Chris Hardwick dans l’émission The Nerdist Podcast (en), elle révèle avoir été ébouillantée sur plus de 35 % du corps lors d'un accident domestique lorsqu'elle avait un an et demi et que ses cicatrices lui valurent de moqueries à l'école. Puis, avec son humour habituel, elle ajoute que son costume d'Elvira « ne montre que ses bons morceaux ».
En 2021, Cassandra Peterson révèle être en couple depuis 19 ans avec Teresa « T » Wierson.

## Filmographie

### Actrice

#### Cinéma
- 1972 : Fellini Roma (non-créditée)
- 1974 : The Working Girls : Katya
- 1980 : Cheech & Chong's Next Movie : l'otage
- 1980 : Coast to Coast : une invitée de la fête
- 1981 : King of the Mountain : la voisine
- 1982 : Jekyll and Hyde... Together Again de Jerry Belson : l'infirmière
- 1983 : L'Arnaque 2 : l'une des filles d'O'Malley's
- 1983 : L'As de cœur (Stroker Ace) de Hal Needham : la fille
- 1983 : Balboa : Angie Stoddard
- 1984 : Uncensored de Terry Wilson
- 1985 : Get Out of My Room : Elvira (segment « Born in East L.A. »)
- 1985 : Pee-Wee Big Adventure : Biker Mama
- 1986 : Echo Park : Sheri
- 1986 : Allan Quatermain et la Cité de l'or perdu : Sorais

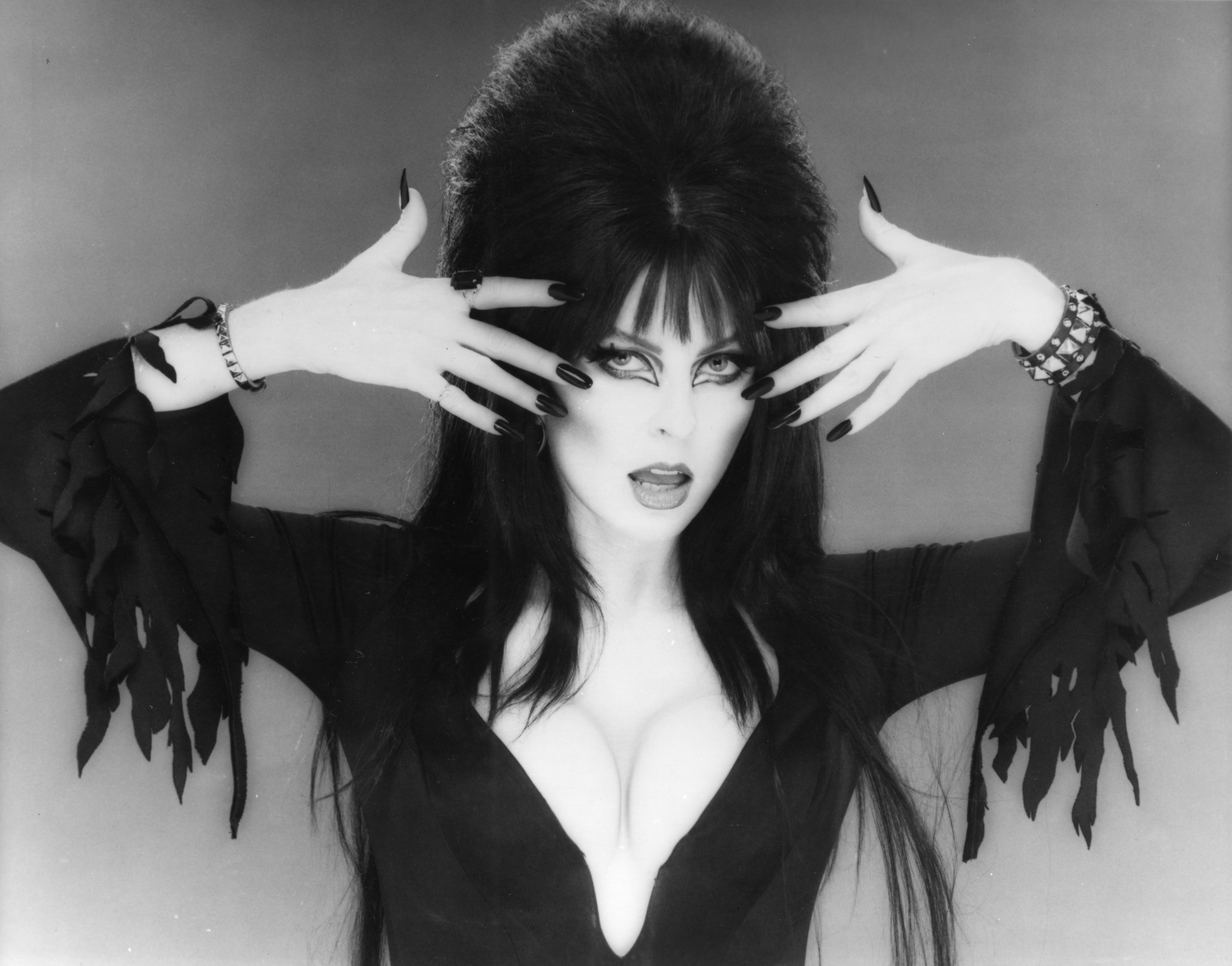
Photo promotionnelle d'Elvira en 1986.

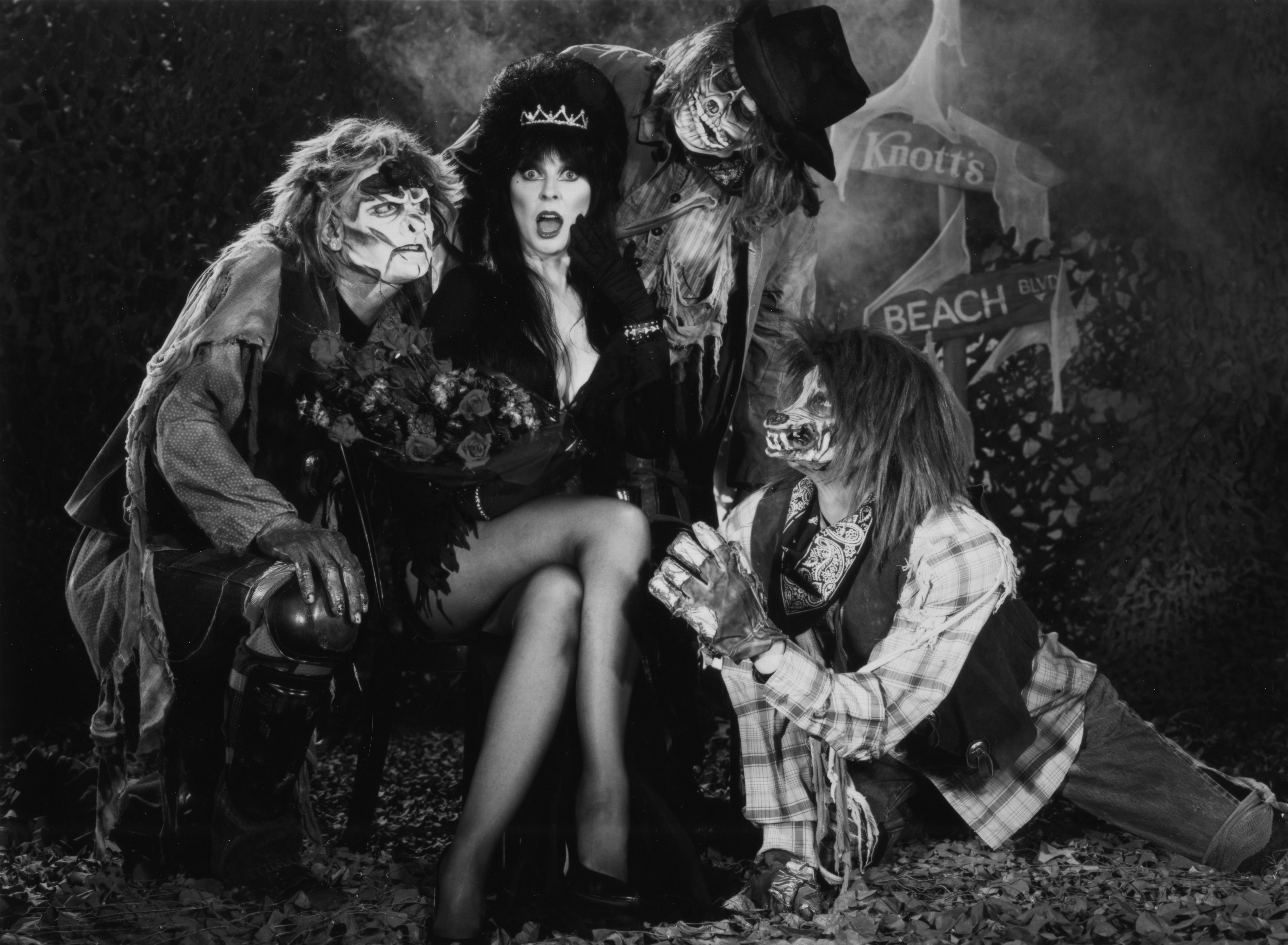
Photo promotionnelle d'Elvira en 1997.

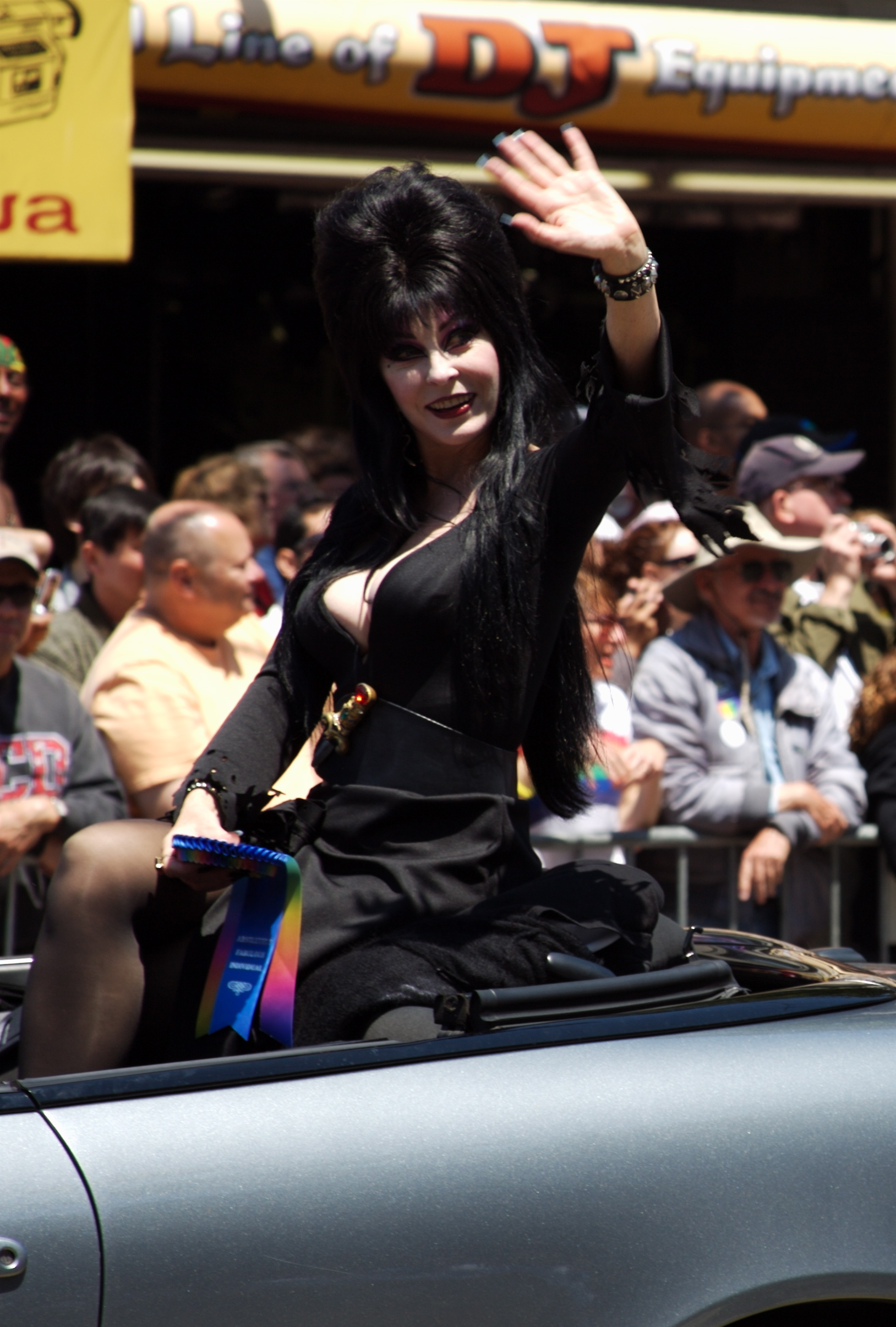
Cassandra Peterson en Elvira lors de la Gay Pride 2006 à San Francisco.

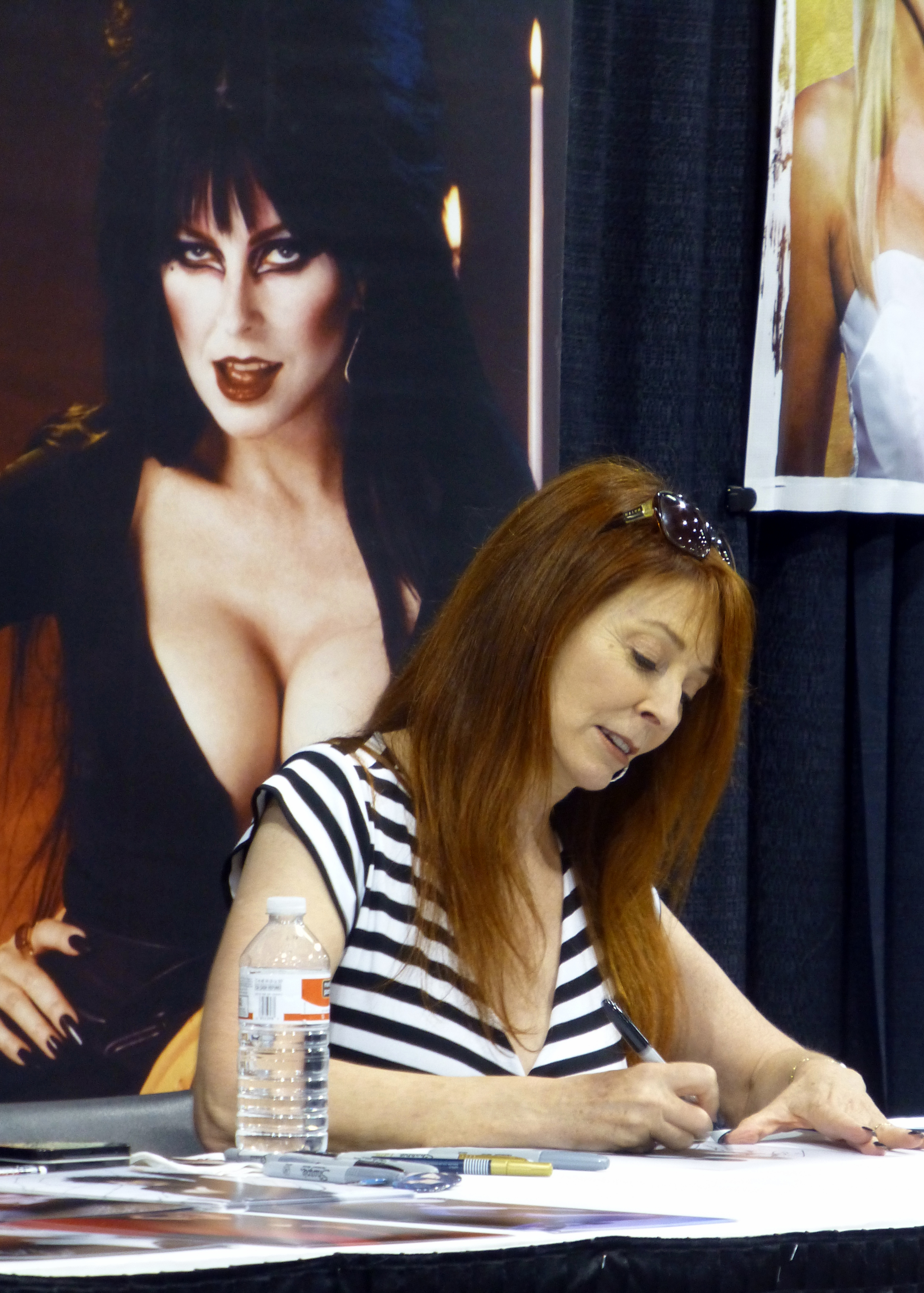
Cassandra Peterson en 2014, devant un poster d'elle en Elvira.

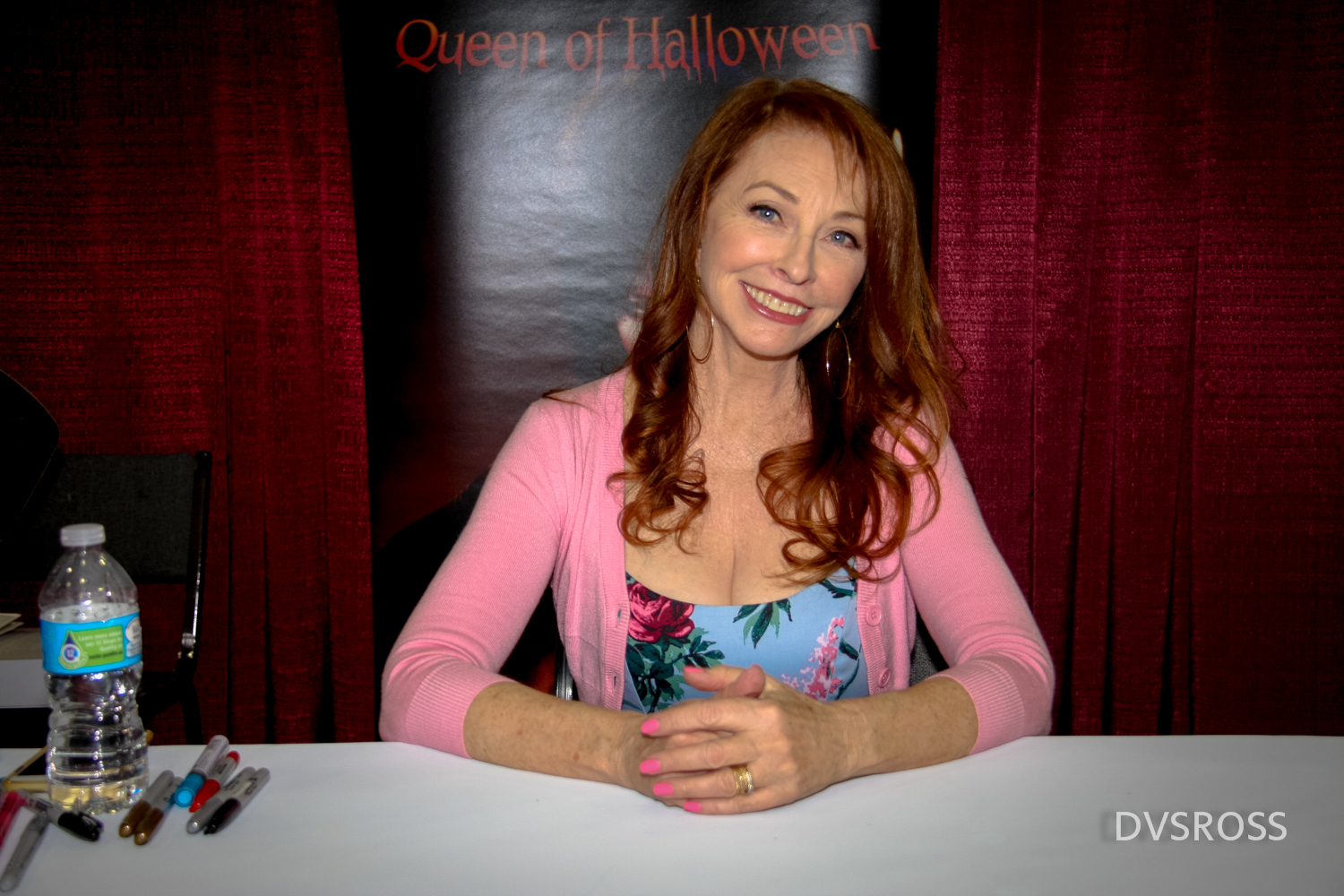
Cassandra Peterson en avril 2017.

- 1988 : Elvira, maîtresse des ténèbres : Elvira
- 1991 : Ted and Venus de Bud Cort : Lisa
- 1992 : The Ketchup Vampires : Elvira
- 1996 : Le Dernier Anniversaire de Randal Kleiser : l'invitée de la fête
- 1997 : Superstition : Elvira
- 1999 : Rencontre dans la 3e dimension (Encounter in the Thrid Dimension) : Elvira, Mistress of the Dark
- 2001 : Elvira et le Château hanté : Elvira, Mistress of the Dark / Lady Elura Hellsubus
- 2004 : Red Riding Hood : la mère de Hunter
- 2006 : Tomoko's Kitchen : Mary Mulders
- 2008 : Her Morbid Desires : Elvira
- 2009 : The Scream : Elvira
- 2010 : All About Evil : Linda
- 2013 : Bruno & Earlene Go to Vegas : Artie Duke
- 2013 : First Period : Ms. Glenn
- 2014 : Vault of the Macabre : Elvira
- 2022 : The Munsters de Rob Zombie : Barbara Carr

#### Télévision
- 1979 : Embarquement immédiat (1 épisode) : la prostituée sexy
- 1979 : Happy Days (1 épisode) : la fille
- 1981-1985 : Elvira's Movie Macabre (137 épisodes) : Elvira
- 1982 : Le Joyeux bazar (1 épisode) : Taffy
- 1982 : Harper Valley P.T.A. (en) (1 épisode) : Red Head
- 1982-1983 : Chips (2 épisodes) : Elvira
- 1983 : The Paragon of Comedy (téléfilm)
- 1983 : Alice (1 épisode) : Monique
- 1983 : The Ricgard Simmons Show (1 épisode) : Elvira
- 1983 : Hôpital St. Elsewhere (1 épisode) : Judy
- 1983 : L'Île fantastique (2 épisodes) : Esther
- 1984 : Last of the Great Survivors (téléfilm) : Elvira
- 1984-1985 : L'homme qui tombe à pic (2 épisodes) : Elvira
- 1986 : Wrestlemania 2 : Elvira
- 1986 : Elvira's Halloween Special (téléfilm) : Elvira
- 1987 : Saturday Night Live (1 épisode) : Elvira
- 1989 : Just Say Julie (1 épisode) : Elvira
- 1989 : On the Television (1 épisode)
- 1989 : Totally Hidden Video (1 épisode) : Elvira
- 1989-1990 : Elvira's Thriller Theatre (2 épisodes) : Elvira
- 1990 : Heavy Metal Heaven : Elvira
- 1992 : Parker Lewis ne perd jamais (1 épisode) : Elvira, maîtresse des ténèbres
- 1992 : Les Nouveaux mousquetaires (Ring of the Musketeers) (téléfilm) : Jennifer
- 1993 : Roses mortelles (Acting on Impulse) : Roxy
- 1993 : The Elvira Show : Elvira, maîtresse des ténèbres
- 1995 : Attack of the Killer B-Movies (téléfilm) : Elvira
- 1996 : Space Ghost Coast to Coast (1 épisode) : Elvira
- 1996 : The Anti Gravity Room (1 épisode) : Elvira
- 1997 : Nash Bridges (1 épisode) : Frankie
- 1998 : The RuPaul Show (1 épisode) : Elvira
- 2001 : Scares & Dares (téléfilm) : Elvira
- 2006 : The Girls next Door (1 épisode) : Elvira, maîtresse des ténèbres
- 2007 : The Search for the next Elvira (4 épisodes) : Elvira
- 2009 : Médium (1 épisode) : Allison Dubois
- 2010-2011 : Elvira's Movie Macabre (21 épisodes) : Elvira
- 2011 : Last Man Standing (1 épisode) : Elvira
- 2011 : The Marilyn Denis Show (1 épisode) : Elvira
- 2013 : Written by a Kid (1 épisode) : la mère
- 2014 : 13 Nights of Elvira (12 épisodes) : Elvira

### Productrice
- 1988 : Elvira, maîtresse des ténèbres (Elvira, Mistress of the Dark)
- 1993 : The Elvira Show (série télévisée)

## Jeux vidéo
- 1990 : Elvira: Mistress of the Dark (en), jeu vidéo d'horreur édité par Accolade sur Amiga, Atari ST, Commodore 64 et compatibles PC.
- 1991 : Elvira: The Arcade Game (en)
- 1992 : Elvira II: The Jaws of Cerberus (en)
- 2017 : Call of Duty: Infinite Warfare, présente dans la map zombie « Attack of the Radioactive Thing ».

## Bande dessinée
Le personnage d'Elvira apparaît dans les bandes dessinées de DC Comics, Eclipse Comics et Claypool Comics. Au milieu des années 1980, DC publie une série éphémère intitulée Elvira's House of Mystery. Claypool reprend la série et, dans les années 1990, distribue une nouvelle série, Elvira: Mistress of the Dark, co-éditée et distribuée par Eclipse. Après la fin de la publication d’Eclipse, la série est distribuée uniquement par Claypool. La série est éditée et parfois écrite par Richard Howell (en) avec des couvertures photographiques, des récits et des dessins de Kurt Busiek, Dan Spiegle, Jim Mooney, Steve Leialoha et d'autres artistes. La série dura pendant 166 numéros plus deux albums collectors, Elvira Mistress of the Dark: Comic Milestones-Comics Format et Elvira Mistress of the Dark: Double Delights.
En 2012, une autre série, également intitulée Mistress of the Dark est annoncé pour début 2013, écrite par R.H. Stavis et dessinée par Jeff Zarnow. La bande dessinée, à ce jour, ne s'est jamais matérialisée.
Le 18 juillet 2017, est annoncé qu'un nouvel accord de licence a été passé avec Dynamite Entertainment pour une multitude de nouveaux produits liés à Elvira, notamment une nouvelle série de bandes dessinées, des cartes à collectionner, des affiches, des lithographies, des jeux de cartes et des jeux de société. Dynamite annonce qu'une nouvelle série de bandes dessinées, Elvira: Mistress of the Dark, écrit par David Avallone et dessiné par Dave Acosta, sortira dans les magasins en juillet 2018. Avec cette nouvelle série de bandes dessinées, une nouvelle ligne de romans graphiques a été mentionnée.

## Discographie
Cassandra Peterson a enregistré plusieurs chansons pour son album d'Halloween d'Elvira dans les années 1980 et 1990 :
- Elvira and the Vitones 3-D TV (Rhino Records, 1982)
- Vinyl Macabre (Rhino Records, 1983)
- Elvira Presents Haunted Hits (Rhino Records, 1987)
- Elvira Presents Monster Hits (Rhino Records, 1994)
- Elvira Presents Revenge of the Monster Hits (Rhino Records, 1995)
- Elvira's Gravest Hits (Shout! Factory, 2010)

Elle a également figuré sur le titre Zombie Killer du groupe Leslie and the Ly's (en), sorti en février 2008.

## Publications
- (en) Elvira et John Paragon, Elvira: Transylvania 90210, Penguin Publishing Group, 1996 (ISBN 9781572971790)
- (en) Elvira et John Paragon, Elvira: Camp Vamp, Penguin Publishing Group, 1997 (ISBN 9781572972261)
- (en) Cassandra Peterson et John Paragon, Bad Dog, Andy: A Parody, General Publishing Group, 1997 (ISBN 1575440377)
- (en) Elvira et John Paragon, The Boy Who Cried Werewolf, Berkley Boulevard Books, 1998 (ISBN 9780425164907)
- (en) Cassandra Peterson, Elvira, Mistress of the Dark, Tweeterhead, 2014 (ISBN 9780692678183)
- (en) Cassandra Peterson, Yours Cruelly, Elvira: Memoirs of the Mistress of the Dark (en) (autobiographie), Hachette Books, 2021 (ISBN 9780306874352)

## Distinctions

### Récompenses
- 2001 : « Spirit of Silver Lake Award » du Silver Lake Film Festival (en) de Los Angeles[12].
- 2018 : « Vincent Price Award » du Hollywood Horror Festival.

### Nominations
- 1990 : nomination au Saturn Award de la Meilleure actrice[13],[14]
- 1998 : nomination au Razzie Award de la Pire actrice[15]

## Dans la culture populaire
Dans plusieurs épisodes de la série Les Simpson (notamment l’épisode « Le Canard déchaîné », « Fraudcast News » en VO), un personnage nommé « Booberella » (littéralement, « Nibarella » ou encore « Doudounella ») est un pastiche direct d'Elvira ; des références perpétuelles sont faites par le personnage au sujet de sa poitrine.